# 러우쑹

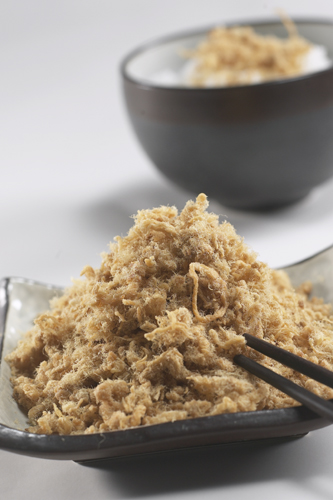
러우쑹

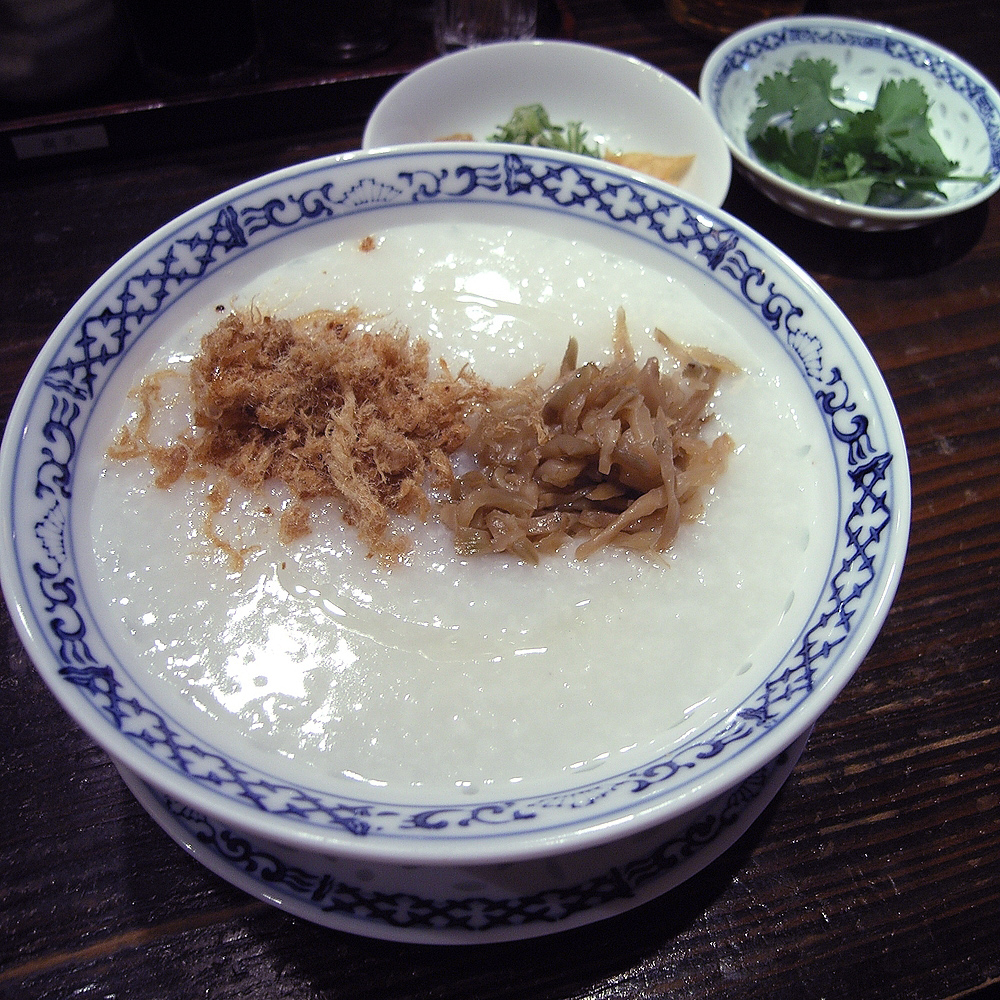
러우쑹 죽

러우쑹(중국어 간체자: 肉松, 정체자: 肉鬆, 병음: ròusōng)은 말린 돼지나 소고기를 이용하여 만든 축육 가공품 중 하나이다. 러우룽(肉绒)이라고도 부른다. 보통 돼지 살코기나 생선, 닭고기 등을 오래 볶아 수분을 제거하여 만들어낸다. 러우쑹은 중국에서 기원하였으며,，아시아 일대에서 특히 쉽게 볼 수 있는 먹을 거리이다. 중국대륙, 타이완, 일본, 태국, 말레이시아, 싱가폴 등지에서 쉽게 볼 수 있다. 일반적인 러우쑹은 갈아만든 것으로 형태가 없어 어린이들이 먹기에 적합하고, 더 신경쓰는 가게에서는 영지와 김을 더하기도 한다. 러우쑹은 죽에 버무리거나 만두에 찍어서 먹는다.
일본에서는, 러우쑹을 주로 생선살로 만든다.
미얀마에서는 새우살로 만든 시아쑹(蝦鬆)이 있다. 
베트남에서는 돼지, 소, 닭, 생선 이외에 청개구리살로 러우쑹을 만든다.

## 같이 보기
- 담분 나마
- 아본